# 高昇孝
高 昇孝（こうしょうこう、こすんひょ、朝: 고승효, 1929年9月21日 - 1994年7月19日）は、朝鮮出身の経済学者。

## 略歴
1929年、済州島生まれ。大阪大学法経学部経済学科を卒業し、大学院に進んで経済学博士号を取得。
卒業後は、大阪外国語大学講師などを務めた。在日朝鮮社会科学者協会顧問。1950年、金鐘鳴を中心に姜在彦、金時鐘、呉在陽らと共に『朝鮮評論』を創刊した。

## 著作

### 著書
- 『現代朝鮮の農業政策』社会科学選書 ミネルヴァ書房 1971
- 『朝鮮社会主義経済論』日本評論社 1973
- 『朝鮮社会主義の理論』新泉社 1978
- 『現代朝鮮経済入門』新泉社 1989

### 共著
- 『現代の社会主義』木原正雄共著 青木書店 1969

### 翻訳
- 朝鮮科学院経済法学研究所編『朝鮮における社会主義の基礎建設』金広志共訳 新日本出版社 1962

## 論文
- 高昇孝